# Mistrovství světa v ledním hokeji 2012
Mistrovství světa v ledním hokeji 2012 bylo 76. mistrovství světa a hrálo se ve Švédsku a Finsku. Původně mělo být uspořádáno pouze ve Finsku ve městech Helsinky a Turku, o čemž se rozhodlo na kongresu Mezinárodní hokejové federace v Moskvě v roce 2007. Avšak na kongresu Mezinárodní hokejové federace v Bernu 8. května 2009 bylo schváleno, že se pořadatelství rozdělí mezi Finsko a Švédsko (stejně jako šampionát v roce 2013, který také pořádaly tyto dvě země). Turnaj ovládli ruští hokejisté, kteří ke zlatým medailím dokráčeli bez jediné prohry. Druhé pak skončilo Slovensko a třetí Česko. Obhájci titulu mistrů světa Finové skončili až čtvrtí.
Turnaje se účastnilo celkem 16 týmů (14 nejlepších z minulého mistrovství a 2 postupující z minulého ročníku divize I. A - Itálie a Kazachstán).

## Výběr pořadatelské země

Kvalifikované země na MS v ledním hokeji 2012

| Země      | Počet hlasů |
| --------- | ----------- |
| Finsko    | 70          |
| Bělorusko | 20          |
| Česko     | 3           |
| Maďarsko  | 3           |

## Herní systém
Šlo o první mistrovství světa hrané novým herním systémem.
Šestnáct účastníků bylo rozděleno do dvou skupin po 8 týmech, ty se utkaly systémem každý s každým. Nejhorší tým z každé skupiny sestoupil přímo do divize I. A a čtveřice nejlepších týmů postoupila do čtvrtfinále play-off, kde se utkaly na základě umístění ze základních skupin (tj. 1. tým ze skupiny A proti 4. týmu ze skupiny B, 2. tým ze skupiny A proti 3. týmu ze skupiny B, 3. tým ze skupiny A proti 2. týmu ze skupiny B a 4. tým ze skupiny A proti 1. týmu ze skupiny B). Od semifinále se již hrálo klasicky křížem. 
Tato změna systému měla za následek zvýšení počtu zápasů z 56 na 64. Na květnovém (2011) kongresu IIHF v Bratislavě byl projednáván návrh na změnu hracího systému divize I a dalších nižších turnajů, který byl schválen. Horizontální dělení skupin divizí se změnilo na vertikální, tj. např. skupina A divize I je vyšší soutěž než skupina B divize I, atd.

## Stadiony
| Helsinky                        | Stockholm                     |
| Hartwall Arena Kapacita: 13 056 | Avicii Arena Kapacita: 13 850 |
|                                 |                               |

## Základní skupiny
Týmy byly do základních skupin rozděleny podle žebříčku IIHF po mistrovství světa v ledním hokeji 2011.
| Skupina A - Helsinky | Skupina B - Stockholm |
| -------------------- | --------------------- |
| Finsko (2)           | Rusko (1)             |
| Kanada (4)           | Švédsko (3)           |
| USA (6)              | Česko (5)             |
| Švýcarsko (7)        | Německo (8)           |
| Slovensko (10)       | Norsko (9)            |
| Bělorusko (11)       | Lotyšsko (12)         |
| Francie (14)         | Dánsko (13)           |
| Kazachstán (15)      | Itálie (16)           |

### Skupina A (Helsinky)

#### Tabulka
|  | Týmy postupující do čtvrtfinále |
|  | Tým sestupující do Divize 1     |

| P | Tým        | Z | V | VP | PP | P | GV | GI | +/- | B  |
| - | ---------- | - | - | -- | -- | - | -- | -- | --- | -- |
| 1 | Kanada     | 7 | 6 | 0  | 1  | 0 | 35 | 15 | +20 | 19 |
| 2 | USA        | 7 | 4 | 2  | 0  | 1 | 32 | 17 | +15 | 16 |
| 3 | Finsko     | 7 | 5 | 0  | 0  | 2 | 21 | 14 | +7  | 15 |
| 4 | Slovensko  | 7 | 5 | 0  | 0  | 2 | 21 | 13 | +8  | 15 |
| 5 | Francie    | 7 | 3 | 0  | 0  | 4 | 21 | 32 | −11 | 9  |
| 6 | Švýcarsko  | 7 | 2 | 0  | 0  | 5 | 16 | 21 | −5  | 6  |
| 7 | Bělorusko  | 7 | 1 | 0  | 0  | 6 | 11 | 23 | −12 | 3  |
| 8 | Kazachstán | 7 | 0 | 0  | 1  | 6 | 11 | 33 | −22 | 1  |

- V případě rovnosti bodů rozhodovaly vzájemné zápasy.

#### Zápasy
| 4. května 2012 11:15 SELČ | USA | 7 : 2 (1:1, 3:1, 3:0) | Francie | Hartwall Arena, Helsinky Návštěvnost: 8 402 |  |

| Report | |                                     |                                         |                                        |
| Jimmy Howard | Jimmy Howard | Brankáři                            | Cristobal Huet                          | Rozhodčí: Martin Fraňo Antonín Jeřábek |
| K. Okposo - 16:52 J. Johnson (PP) - 23:56 B. Ryan (PP) - 29:15 M. Pacioretty - 39:38 J. Slater - 45:38 K. Okposo - 51:00 J. Petry - 57:41 | K. Okposo - 16:52 J. Johnson (PP) - 23:56 B. Ryan (PP) - 29:15 M. Pacioretty - 39:38 J. Slater - 45:38 K. Okposo - 51:00 J. Petry - 57:41 | 0-1 1-1 2-1 3-1 3-2 4-2 5-2 6-2 7-2 | 12:17 - N. Besch 33:17 - P-É. Bellemare | Rozhodčí: Martin Fraňo Antonín Jeřábek |
| 6 min | 6 min | Tresty                              | 12 min                                  | Rozhodčí: Martin Fraňo Antonín Jeřábek |
| 35 | 35 | Střely                              | 23                                      | Rozhodčí: Martin Fraňo Antonín Jeřábek |

| 4. května 2012 15:15 SELČ | Kanada | 3 : 2 (1:0, 2:1, 0:1) | Slovensko | Hartwall Arena, Helsinky Návštěvnost: 6 400 |  |

| Report                                            |                                                   |                     |                                      |                                          |
| Cam Ward                                          | Cam Ward                                          | Brankáři            | Peter Hamerlík                       | Rozhodčí: Lars Brüggemann Georg Jablukow |
| J. Benn - 14:21 J. Eberle - 32:30 A. Ladd - 35:21 | J. Benn - 14:21 J. Eberle - 32:30 A. Ladd - 35:21 | 1-0 1-1 2-1 3-1 3-2 | 21:58 - T. Tatar 42:59 - M. Bartovič | Rozhodčí: Lars Brüggemann Georg Jablukow |
| 2 min                                             | 2 min                                             | Tresty              | 4 min                                | Rozhodčí: Lars Brüggemann Georg Jablukow |
| 30                                                | 30                                                | Střely              | 22                                   | Rozhodčí: Lars Brüggemann Georg Jablukow |

| 4. května 2012 19:15 SELČ | Bělorusko | 0 : 1 (0:1, 0:0, 0:0) | Finsko | Hartwall Arena, Helsinky Návštěvnost: 12 354 |  |

| Report        |               |          |                    |                                             |
| Vitalij Koval | Vitalij Koval | Brankáři | Kari Lehtonen      | Rozhodčí: Morgan Johansson Christer Larking |
|               |               | 0-1      | 19:18 - J. Niskala | Rozhodčí: Morgan Johansson Christer Larking |
| 14 min        | 14 min        | Tresty   | 8 min              | Rozhodčí: Morgan Johansson Christer Larking |
| 21            | 21            | Střely   | 38                 | Rozhodčí: Morgan Johansson Christer Larking |

| 5. května 2012 14:00 SELČ | Švýcarsko | 5 : 1 (2:0, 3:1, 0:0) | Kazachstán | Hartwall Arena, Helsinky Návštěvnost: 7 221 |  |

| Report | |                         |                                |                                            |
| Reto Berra | Reto Berra | Brankáři                | Vitalij Kolesnik Alexej Ivanov | Rozhodčí: Lars Brüggemann Morgan Johansson |
| I. Rüthemann – 09:48 M. Streit (PP) – 11:04 M. Streit (PP2) – 24:04 I. Rüthemann (PP) – 32:08 F. Du Bois – 36:53 | I. Rüthemann – 09:48 M. Streit (PP) – 11:04 M. Streit (PP2) – 24:04 I. Rüthemann (PP) – 32:08 F. Du Bois – 36:53 | 1–0 2–0 2–1 3–1 4–1 5–1 | 21:36 – R. Savčenko            | Rozhodčí: Lars Brüggemann Morgan Johansson |
| 8 min | 8 min | Tresty                  | 14 min                         | Rozhodčí: Lars Brüggemann Morgan Johansson |
| 48 | 48 | Střely                  | 20                             | Rozhodčí: Lars Brüggemann Morgan Johansson |

| 5. května 2012 18:00 SELČ | Kanada | 4 : 5 PP (1:1, 1:1, 2:2 - 0:1) | USA | Hartwall Arena, Helsinky Návštěvnost: 6 842 |  |

| Report                                                                 |                                                                        |                                     | |                                               |
| Cam Ward                                                               | Cam Ward                                                               | Brankáři                            | Jimmy Howard                                                                                           | Rozhodčí: Vjačeslav Bulanov Konstantin Olenin |
| J. Tavares – 06:38 J. Skinner – 27:34 E. Kane – 49:51 D. Keith – 58:21 | J. Tavares – 06:38 J. Skinner – 27:34 E. Kane – 49:51 D. Keith – 58:21 | 0–1 1–1 2–1 2–2 2–3 3–3 3–4 4–4 4–5 | 01:10 – J. Slater 33:54 – J. Johnson (PP) 46:43 – P. Dwyer (SH) 56:19 – N. Thompson 61:47 – J. Johnson | Rozhodčí: Vjačeslav Bulanov Konstantin Olenin |
| 8 min                                                                  | 8 min                                                                  | Tresty                              | 6 min                                                                                                  | Rozhodčí: Vjačeslav Bulanov Konstantin Olenin |
| 34                                                                     | 34                                                                     | Střely                              | 46 | Rozhodčí: Vjačeslav Bulanov Konstantin Olenin |

| 6. května 2012 11:15 SELČ | Francie | 6 : 3 (3:1, 1:1, 2:1) | Kazachstán | Hartwall Arena, Helsinky Návštěvnost: 8 673 |  |

| Report | |                                     |                                                                    |                                         |
| Cristobal Huet | Cristobal Huet | Brankáři                            | Alexej Ivanov Vitalij Jeremejev (od 14:53)                         | Rozhodčí: Martin Fraňo Christer Lärking |
| K. Hecquefeuille – 08:59 N. Besch – 11:27 S. Treille – 14:53 J. Desrosiers – 27:49 P-É. Bellemare – 51:02 K. Hecquefeuille – 56:14 | K. Hecquefeuille – 08:59 N. Besch – 11:27 S. Treille – 14:53 J. Desrosiers – 27:49 P-É. Bellemare – 51:02 K. Hecquefeuille – 56:14 | 1–0 2–0 3–0 3–1 4–1 4–2 4–3 5–3 6–3 | 17:13 – V. Krasnoslobodcev 33:16 – F. Poliščuk 40:42 – T. Žajlajov | Rozhodčí: Martin Fraňo Christer Lärking |
| 39 min | 39 min | Tresty                              | 24 min                                                             | Rozhodčí: Martin Fraňo Christer Lärking |
| 41 | 41 | Střely                              | 23                                                                 | Rozhodčí: Martin Fraňo Christer Lärking |

| 6. května 2012 15:15 SELČ | Finsko | 1 : 0 (1:0, 0:0, 0:0) | Slovensko | Hartwall Arena, Helsinky Návštěvnost: 12 855 |  |

| Report             |                    |          |          |                                               |
| Petri Vehanen      | Petri Vehanen      | Brankáři | Ján Laco | Rozhodčí: Vjačeslav Bulanov Konstantin Olenin |
| J. Pesonen – 07:32 | J. Pesonen – 07:32 | 1–0      |          | Rozhodčí: Vjačeslav Bulanov Konstantin Olenin |
| 4 min              | 4 min              | Tresty   | 10 min   | Rozhodčí: Vjačeslav Bulanov Konstantin Olenin |
| 22                 | 22                 | Střely   | 26       | Rozhodčí: Vjačeslav Bulanov Konstantin Olenin |

| 6. května 2012 19:15 SELČ | Švýcarsko | 3 : 2 (2:1, 0:1, 1:0) | Bělorusko | Hartwall Arena, Helsinky Návštěvnost: 5 249 |  |

| Report                                                     |                                                            |                     |                                                 |                                          |
| Stephan Tobias                                             | Stephan Tobias                                             | Brankáři            | Vitalij Koval                                   | Rozhodčí: Antonín Jeřábek Georg Jablukow |
| Simon Moser - 06:55 Simon Moser - 11:57 Kevin Romy - 47:48 | Simon Moser - 06:55 Simon Moser - 11:57 Kevin Romy - 47:48 | 1-0 1-1 2-1 2-2 3-2 | 10:26 - Alexej Ugarov 21:34 - Konstantin Kolcov | Rozhodčí: Antonín Jeřábek Georg Jablukow |
| 6 min                                                      | 6 min                                                      | Tresty              | 6 min                                           | Rozhodčí: Antonín Jeřábek Georg Jablukow |
| 35                                                         | 35                                                         | Střely              | 21                                              | Rozhodčí: Antonín Jeřábek Georg Jablukow |

| 7. května 2012 15:15 SELČ | Francie | 2 : 7 (1:4, 1:1, 0:2) | Kanada | Hartwall Arena, Helsinky Návštěvnost: 3 415 |  |

| Report                                  |                                         |                                     | |                                          |
| Fabrice Lhenry                          | Fabrice Lhenry                          | Brankáři                            | Devan Dubnyk | Rozhodčí: Lars Brüggemann Georg Jablukov |
| B. Handerson – 19:22 A. Rouleau – 33:49 | B. Handerson – 19:22 A. Rouleau – 33:49 | 0–1 0–2 0–3 0–4 1–4 1–5 2–5 2–6 2–7 | 01:59 – R. Nugent-Hopkins 09:56 – P. Sharp 13:54 – J. Benn 17:21 – J. Benn 33:19 – J. Eberle 49:56 – R. Nugent-Hopkins 52:19 – C. Perry | Rozhodčí: Lars Brüggemann Georg Jablukov |
| 6 min                                   | 6 min                                   | Tresty                              | 4 min | Rozhodčí: Lars Brüggemann Georg Jablukov |
| 21                                      | 21                                      | Střely                              | 37 | Rozhodčí: Lars Brüggemann Georg Jablukov |

| 7. května 2012 19:15 SELČ | USA | 2 : 4 (1:3, 1:0, 0:1) | Slovensko | Hartwall Arena, Helsinky Návštěvnost: 3 948 |  |

| Report                                    |                                           |                         |                                                                                                |                                             |
| Jimmy Howard                              | Jimmy Howard                              | Brankáři                | Ján Laco                                                                                       | Rozhodčí: Morgan Johannson Christer Larking |
| Justin Faulk - 15:41 Paul Stastny - 38:47 | Justin Faulk - 15:41 Paul Stastny - 38:47 | 0-1 0-2 1-2 1-3 2-3 2-4 | 00:47 - Dominik Graňák 15:04 - Branko Radivojevič 19:54 - Andrej Sekera 59:23 - Miroslav Šatan | Rozhodčí: Morgan Johannson Christer Larking |
| 6 min                                     | 6 min                                     | Tresty                  | 6 min                                                                                          | Rozhodčí: Morgan Johannson Christer Larking |
| 20                                        | 20                                        | Střely                  | 32                                                                                             | Rozhodčí: Morgan Johannson Christer Larking |

| 8. května 2012 15:15 SELČ | Bělorusko | 3 : 2 (0:1, 3:1, 0:0) | Kazachstán | Hartwall Arena, Helsinky Návštěvnost: 3 221 |  |

| Report                                                                         |                                                                                |                     |                                                             |                                     |
| Andrej Mezin                                                                   | Andrej Mezin                                                                   | Brankáři            | Vitalij Jeremejev                                           | Rozhodčí: Martin Fraňo Jari Levonen |
| Konstantin Kolcov - 28:48 Michail Grabovskij - 33:37 Jevgenij Kovyršin - 33:52 | Konstantin Kolcov - 28:48 Michail Grabovskij - 33:37 Jevgenij Kovyršin - 33:52 | 0-1 0-2 1-2 2-2 3-2 | 02:32 - Vadim Krasnoslobodcev 27:42 - Vadim Krasnoslobodcev | Rozhodčí: Martin Fraňo Jari Levonen |
| 12 min                                                                         | 12 min                                                                         | Tresty              | 6 min                                                       | Rozhodčí: Martin Fraňo Jari Levonen |
| 32                                                                             | 32                                                                             | Střely              | 30                                                          | Rozhodčí: Martin Fraňo Jari Levonen |

| 8. května 2012 19:15 SELČ | Finsko | 5 : 2 (1:0, 2:2, 2:0) | Švýcarsko | Hartwall Arena, Helsinky Návštěvnost: 12 448 |  |

| Report | |                             |                                          |                                       |
| Kari Lehtonen | Kari Lehtonen | Brankáři                    | Reto Berra                               | Rozhodčí: Antonín Jeřábek David Lewis |
| Jarkko Immonen - 06:30 Leo Komarov - 26:05 Jarkko Immonen - 36:45 Valtteri Filppula - 49:46 Valtteri Filppula - 51:56 | Jarkko Immonen - 06:30 Leo Komarov - 26:05 Jarkko Immonen - 36:45 Valtteri Filppula - 49:46 Valtteri Filppula - 51:56 | 1-0 1-1 2-1 3-1 3-2 4-2 5-2 | 25:44 - Andres Ambhul 37:44 - Roman Wick | Rozhodčí: Antonín Jeřábek David Lewis |
| 10 min | 10 min | Tresty                      | 10 min                                   | Rozhodčí: Antonín Jeřábek David Lewis |
| 26 | 26 | Střely                      | 28                                       | Rozhodčí: Antonín Jeřábek David Lewis |

| 9. května 2012 15:15 SELČ | Slovensko | 4 : 2 (1:1, 1:0, 2:1) | Kazachstán | Hartwall Arena, Helsinky Návštěvnost: 3 706 |  |

| Report                                                                               |                                                                                      |                         |                                        |                                          |
| Ján Laco                                                                             | Ján Laco                                                                             | Brankáři                | Vitalij Jeremejev                      | Rozhodčí: Georg Jablukov Antonín Jeřábek |
| D. Graňák – 01:08 L. Hudáček (PP) – 37:49 T. Kopecký – 48:18 T. Kopecký (PP) – 59:46 | D. Graňák – 01:08 L. Hudáček (PP) – 37:49 T. Kopecký – 48:18 T. Kopecký (PP) – 59:46 | 1-0 1-1 2-1 2-2 3-2 4-2 | 11:18 – J. Rymarev 43:15 – K. Puškarev | Rozhodčí: Georg Jablukov Antonín Jeřábek |
| 4 min                                                                                | 4 min                                                                                | Tresty                  | 8 min                                  | Rozhodčí: Georg Jablukov Antonín Jeřábek |
| 33                                                                                   | 33                                                                                   | Střely                  | 22                                     | Rozhodčí: Georg Jablukov Antonín Jeřábek |

| 9. května 2012 19:15 SELČ | Kanada | 3 : 2 (0:1, 1:0, 2:1) | Švýcarsko | Hartwall Arena, Helsinky Návštěvnost: 4 829 |  |

| Report                                                  |                                                         |                     |                                      |                                     |
| Cam Ward                                                | Cam Ward                                                | Brankáři            | Stephan Tobias                       | Rozhodčí: Martin Fraňo Jari Levonen |
| J. Tavares – 20:35 J. Eberle – 40:41 R. Getzlaf – 48:02 | J. Tavares – 20:35 J. Eberle – 40:41 R. Getzlaf – 48:02 | 0–1 1–1 2–1 2–2 3–2 | 01:40 – D. Brunner 43:49 – G. Bezina | Rozhodčí: Martin Fraňo Jari Levonen |
| 6 min                                                   | 6 min                                                   | Tresty              | 8 min                                | Rozhodčí: Martin Fraňo Jari Levonen |
| 30                                                      | 30                                                      | Střely              | 30                                   | Rozhodčí: Martin Fraňo Jari Levonen |

| 10. května 2012 15:15 SELČ | USA | 5 : 3 (2:1, 1:1, 2:1) | Bělorusko | Hartwall Arena, Helsinky Návštěvnost: 7 441 |  |

| Report                                                                                           |                                                                                                  |                                 |                                                                           |                                      |
| Jimmy Howard                                                                                     | Jimmy Howard                                                                                     | Brankáři                        | Andrej Mezin Vitalij Koval                                                | Rozhodčí: Georg Jablukow David Lewis |
| J. Abdelkader – 01:39 J. Atkinson – 06:31 N. Thompson – 38:21 B. Ryan – 52:10 P. Stastny – 55:34 | J. Abdelkader – 01:39 J. Atkinson – 06:31 N. Thompson – 38:21 B. Ryan – 52:10 P. Stastny – 55:34 | 1–0 2–0 2–1 2–2 3–2 4–2 5–2 5–3 | 16:15 – A. Kaljužnij 22:50 – A. Ugarov (PP) 59:50 – J. Kovyršin (PP2, EA) | Rozhodčí: Georg Jablukow David Lewis |
| 22 min                                                                                           | 22 min                                                                                           | Tresty                          | 16 min                                                                    | Rozhodčí: Georg Jablukow David Lewis |
| 36                                                                                               | 36                                                                                               | Střely                          | 26                                                                        | Rozhodčí: Georg Jablukow David Lewis |

| 10. května 2012 19:15 SELČ | Francie | 1 : 7 (0:1, 0:4, 1:2) | Finsko | Hartwall Arena, Helsinky Návštěvnost: 12 957 |  |

| Report                 |                        |                                 | |                                      |
| Fabrice Lhenry         | Fabrice Lhenry         | Brankáři                        | Petri Vehanen | Rozhodčí: Steve Patafie Brent Reiber |
| A. Guttig (PP) – 43:34 | A. Guttig (PP) – 43:34 | 0–1 0–2 0–3 0–4 0–5 1–5 1–6 1–7 | 10:12 – J. Immonen (PP) 30:00 – M. Koivu 33:49 – J. Jokinen (PP) 37:12 – J. Niskala 38:08 – N. Kapanen 44:01 – J. Jokinen (PP) 50:00 – J. Hietanen (PP) | Rozhodčí: Steve Patafie Brent Reiber |
| 14 min                 | 14 min                 | Tresty                          | 12 min | Rozhodčí: Steve Patafie Brent Reiber |
| 18                     | 18                     | Střely                          | 37 | Rozhodčí: Steve Patafie Brent Reiber |

| 11. května 2012 15:15 SELČ | Kazachstán | 2 : 3 PP (0:0, 1:1, 1:1 - 0:1) | USA | Hartwall Arena, Helsinky Návštěvnost: 9 856 |  |

| Report                                  |                                         |                     |                                                       |                                    |
| Vitalij Kolesnik                        | Vitalij Kolesnik                        | Brankáři            | Richard Bachman                                       | Rozhodčí: Jari Levonen David Lewis |
| K. Puškarev – 38:17 T. Žailauov – 55:54 | K. Puškarev – 38:17 T. Žailauov – 55:54 | 0–1 1–1 1–2 2–2 2–3 | 34:12 – J. T. Brown 44:58 – J. Faulk 64:38 – J. Faulk | Rozhodčí: Jari Levonen David Lewis |
| 2 min                                   | 2 min                                   | Tresty              | 4 min                                                 | Rozhodčí: Jari Levonen David Lewis |
| 19                                      | 19                                      | Střely              | 50                                                    | Rozhodčí: Jari Levonen David Lewis |

| 11. května 2012 19:15 SELČ | Finsko | 3 : 5 (2:0, 1:3, 0:2) | Kanada | Hartwall Arena, Helsinky Návštěvnost: 13 059 |  |

| Report                                                             |                                                                    |                                 |                                                                                                  |                                         |
| Kari Lehtonen                                                      | Kari Lehtonen                                                      | Brankáři                        | Cam Ward                                                                                         | Rozhodčí: Martin Fraňo Christer Lärking |
| A. Pihlström – 05:53 M. Koivu (PP) – 10:31 J. Jokinen (PP) – 27:36 | A. Pihlström – 05:53 M. Koivu (PP) – 10:31 J. Jokinen (PP) – 27:36 | 1–0 2–0 2–1 3–1 3–2 3–3 3–4 3–5 | 25:34 – A. Burrows 34:31 – J. Tavares 38:18 – J. Skinner 46:04 – E. Kane 59:36 – J. Eberle (ENG) | Rozhodčí: Martin Fraňo Christer Lärking |
| 4 min                                                              | 4 min                                                              | Tresty                          | 12 min                                                                                           | Rozhodčí: Martin Fraňo Christer Lärking |
| 38                                                                 | 38                                                                 | Střely                          | 26                                                                                               | Rozhodčí: Martin Fraňo Christer Lärking |

| 12. května 2012 11:15 SELČ | Slovensko | 5 : 1 (1:0, 4:1, 0:0) | Bělorusko | Hartwall Arena, Helsinky Návštěvnost: 9 032 |  |

| Report                                                                                         |                                                                                                |                         |                      |                                     |
| Ján Laco                                                                                       | Ján Laco                                                                                       | Brankáři                | Vitalij Koval        | Rozhodčí: Jari Levonen Brent Reiber |
| A. Sekera – 06:45 B. Radivojevič – 23:16 M. Miklík – 24:58 T. Kopecký – 25:48 J. Mikúš – 26:56 | A. Sekera – 06:45 B. Radivojevič – 23:16 M. Miklík – 24:58 T. Kopecký – 25:48 J. Mikúš – 26:56 | 1–0 2–0 3–0 4–0 5–0 5–1 | 34:56 – A. Kaljužnij | Rozhodčí: Jari Levonen Brent Reiber |
| 18 min                                                                                         | 18 min                                                                                         | Tresty                  | 8 min                | Rozhodčí: Jari Levonen Brent Reiber |
| 40                                                                                             | 40                                                                                             | Střely                  | 31                   | Rozhodčí: Jari Levonen Brent Reiber |

| 12. května 2012 15:15 SELČ | Švýcarsko | 2 : 4 (0:1, 2:1, 0:2) | Francie | Hartwall Arena, Helsinky Návštěvnost: 9 155 |  |

| Report                                |                                       |                         |                                                                                             |                                           |
| Tobias Stephan                        | Tobias Stephan                        | Brankáři                | Cristobal Huet                                                                              | Rozhodčí: Georg Jablukow Christer Lärking |
| D. Brunner – 33:14 D. Brunner – 35:04 | D. Brunner – 33:14 D. Brunner – 35:04 | 0-1 0-2 1-2 2-2 2-3 2-4 | 17:11 – Y. Auvitu (PP) 32:44 – T. Da Costa 46:21 – L. Meunier (PP) 47:05 – S. Da Costa (PP) | Rozhodčí: Georg Jablukow Christer Lärking |
| 31 min                                | 31 min                                | Tresty                  | 10 min                                                                                      | Rozhodčí: Georg Jablukow Christer Lärking |
| 43                                    | 43                                    | Střely                  | 27                                                                                          | Rozhodčí: Georg Jablukow Christer Lärking |

| 12. května 2012 19:15 SELČ | Kazachstán | 0 : 8 (0:1, 0:2, 0:5) | Kanada | Hartwall Arena, Helsinky Návštěvnost: 4 151 |  |

| Report                             |                                    |                                 | |                                         |
| Vitalij Kolesnik Vitalij Jeremejev | Vitalij Kolesnik Vitalij Jeremejev | Brankáři                        | Devan Dubnyk | Rozhodčí: Antonín Jeřábek Steve Patafie |
|                                    |                                    | 0–1 0–2 0–3 0–4 0–5 0–6 0–7 0–8 | 15:45 – D. Phaneuf (PP) 32:05 – C. Perry 37:03 – A. Burrows (SH) 42:57 – E. Kane 43:39 – J. Tavares 43:47 – T. Purcell 45:53 – D. Phaneuf 56:13 – R. Nugent-Hopkins | Rozhodčí: Antonín Jeřábek Steve Patafie |
| 8 min                              | 8 min                              | Tresty                          | 10 min | Rozhodčí: Antonín Jeřábek Steve Patafie |
| 24                                 | 24                                 | Střely                          | 58 | Rozhodčí: Antonín Jeřábek Steve Patafie |

| 13. května 2012 15:15 SELČ | Finsko | 0 : 5 (0:1, 0:2, 0:2) | USA | Hartwall Arena, Helsinky Návštěvnost: 12 652 |  |

| Report        |               |                     |                                                                                                   |                                       |
| Kari Lehtonen | Kari Lehtonen | Brankáři            | Jimmy Howard                                                                                      | Rozhodčí: Georg Jablukov Brent Reiber |
|               |               | 0–1 0–2 0–3 0–4 0–5 | 16:19 – M. Pacioretty 35:33 – K. Palmieri 37:56 – J. Faulk (PP) 42:12 – C. Butler 44:08 – B. Ryan | Rozhodčí: Georg Jablukov Brent Reiber |
| 39 min        | 39 min        | Tresty              | 6 min                                                                                             | Rozhodčí: Georg Jablukov Brent Reiber |
| 18            | 18            | Střely              | 31                                                                                                | Rozhodčí: Georg Jablukov Brent Reiber |

| 13. května 2012 19:15 SELČ | Švýcarsko | 0 : 1 (0:1, 0:0, 0:0) | Slovensko | Hartwall Arena, Helsinky Návštěvnost: 4 257 |  |

| Report     |            |          |                  |                                     |
| Reto Berra | Reto Berra | Brankáři | Ján Laco         | Rozhodčí: David Lewis Steve Patafie |
|            |            | 0–1      | 18:13 – T. Tatar | Rozhodčí: David Lewis Steve Patafie |
| 4 min      | 4 min      | Tresty   | 2 min            | Rozhodčí: David Lewis Steve Patafie |
| 21         | 21         | Střely   | 30               | Rozhodčí: David Lewis Steve Patafie |

| 14. května 2012 15:15 SELČ | Bělorusko | 1 : 2 (1:0, 0:1, 0:1) | Francie | Hartwall Arena, Helsinky Návštěvnost: 5 583 |  |

| Report                         |                                |             |                                            |                                     |
| Vitalij Koval Dmitrij Milčakov | Vitalij Koval Dmitrij Milčakov | Brankáři    | Cristobal Huet                             | Rozhodčí: Martin Fraňo Jari Levonen |
| A. Kaljužnij – 08:15           | A. Kaljužnij – 08:15           | 1-0 1-1 1-2 | 37:57 – K. Hecquefeuille 58:43 – Y. Auvitu | Rozhodčí: Martin Fraňo Jari Levonen |
| 6 min                          | 6 min                          | Tresty      | 10 min                                     | Rozhodčí: Martin Fraňo Jari Levonen |
| 22                             | 22                             | Střely      | 32                                         | Rozhodčí: Martin Fraňo Jari Levonen |

| 14. května 2012 19:15 SELČ | Kazachstán | 1 : 4 (0:0, 0:3, 1:1) | Finsko | Hartwall Arena, Helsinky Návštěvnost: 12 443 |  |

| Report                   |                          |                     |                                                                                               |                                            |
| Vitalij Kolesnik         | Vitalij Kolesnik         | Brankáři            | Petri Vehanen                                                                                 | Rozhodčí: Antonín Jeřábek Christer Lärking |
| K. Puškarev (PP) – 49:03 | K. Puškarev (PP) – 49:03 | 0-1 0-2 0-3 0-4 1-4 | 24:02 – J. Jokinen (PP) 31:38 – M. Mäenpää (PP2) 37:43 – V. Filppula 41:15 – V. Filppula (PP) | Rozhodčí: Antonín Jeřábek Christer Lärking |
| 18 min                   | 18 min                   | Tresty              | 10 min                                                                                        | Rozhodčí: Antonín Jeřábek Christer Lärking |
| 18                       | 18                       | Střely              | 48                                                                                            | Rozhodčí: Antonín Jeřábek Christer Lärking |

| 15. května 2012 11:15 SELČ | Kanada | 5 : 1 (1:1, 3:0, 1:0) | Bělorusko | Hartwall Arena, Helsinky Návštěvnost: 9 140 |  |

| Report                                                                                                | |                         |                     |                                        |
| Cam Ward                                                                                              | Cam Ward                                                                                              | Brankáři                | Dmitrij Milčakov    | Rozhodčí: Georg Jablukov Steve Patafie |
| R. O'Reilly – 02:16 C. Perry – 29:10 R. Getzlaf – 32:46 R. Nugent-Hopkins – 34:11 R. O'Reilly – 48:16 | R. O'Reilly – 02:16 C. Perry – 29:10 R. Getzlaf – 32:46 R. Nugent-Hopkins – 34:11 R. O'Reilly – 48:16 | 1–0 1–1 2–1 3–1 4–1 5–1 | 14:25 – S. Kosticyn | Rozhodčí: Georg Jablukov Steve Patafie |
| 58 min                                                                                                | 58 min                                                                                                | Tresty                  | 45 min              | Rozhodčí: Georg Jablukov Steve Patafie |
| 28 | 28 | Střely                  | 18                  | Rozhodčí: Georg Jablukov Steve Patafie |

| 15. května 2012 15:15 SELČ | Slovensko | 5 : 4 (2:2, 1:1, 2:1) | Francie | Hartwall Arena, Helsinky Návštěvnost: 7 481 |  |

| Report | |                                     |                                                                             |                                        |
| Ján Laco | Ján Laco | Brankáři                            | Cristobal Huet                                                              | Rozhodčí: Antonín Jeřábek Brent Reiber |
| M. Bartovič – 02:36 T. Kopecký – 06:50 M. Handzuš (PP) – 35:26 B. Radivojevič – 40:39 B. Radivojevič (PP) – 50:27 | M. Bartovič – 02:36 T. Kopecký – 06:50 M. Handzuš (PP) – 35:26 B. Radivojevič – 40:39 B. Radivojevič (PP) – 50:27 | 1–0 2–0 2–1 2–2 3–2 3–3 4–3 4–4 5–4 | 07:11 – Y. Treille 15:00 – T. Da Costa 39:21 – D. Fleury 45:17 – A. Roussel | Rozhodčí: Antonín Jeřábek Brent Reiber |
| 4 min | 4 min | Tresty                              | 20 min                                                                      | Rozhodčí: Antonín Jeřábek Brent Reiber |
| 29 | 29 | Střely                              | 28                                                                          | Rozhodčí: Antonín Jeřábek Brent Reiber |

| 15. května 2012 19:15 SELČ | USA | 5 – 2 (0:0, 2:1, 3:1) | Švýcarsko | Hartwall Arena, Helsinky Návštěvnost: 9 212 |  |

| Report                                                                                          |                                                                                                 |                             |                                           |                                         |
| Jimmy Howard                                                                                    | Jimmy Howard                                                                                    | Brankáři                    | Reto Berra                                | Rozhodčí: Martin Fraňo Christer Lärking |
| B. Ryan – 22:39 C. Fowler – 36:52 P. Stastny (PP) – 45:22 A. Goligoski – 26:04 J. Petry – 54:59 | B. Ryan – 22:39 C. Fowler – 36:52 P. Stastny (PP) – 45:22 A. Goligoski – 26:04 J. Petry – 54:59 | 0–1 1–1 2–1 3–1 4–1 4–2 5–2 | 20:21 – I. Rüthemann 54:43 – M. Trachsler | Rozhodčí: Martin Fraňo Christer Lärking |
| 10 min                                                                                          | 10 min                                                                                          | Tresty                      | 8 min                                     | Rozhodčí: Martin Fraňo Christer Lärking |
| 24                                                                                              | 24                                                                                              | Střely                      | 27                                        | Rozhodčí: Martin Fraňo Christer Lärking |

### Skupina B (Stockholm)

#### Tabulka
|  | Týmy postupující do čtvrtfinále |
|  | Tým sestupující do Divize 1     |

| P | Tým      | Z | V | VP | PP | P | GV | GI | +/- | B  |
| - | -------- | - | - | -- | -- | - | -- | -- | --- | -- |
| 1 | Rusko    | 7 | 7 | 0  | 0  | 0 | 27 | 8  | +19 | 21 |
| 2 | Švédsko  | 7 | 6 | 0  | 0  | 1 | 29 | 15 | +14 | 18 |
| 3 | Česko    | 7 | 4 | 1  | 0  | 2 | 24 | 11 | +13 | 14 |
| 4 | Norsko   | 7 | 4 | 0  | 1  | 2 | 33 | 19 | +14 | 13 |
| 5 | Lotyšsko | 7 | 2 | 0  | 0  | 5 | 11 | 19 | −8  | 6  |
| 6 | Německo  | 7 | 2 | 0  | 0  | 5 | 14 | 31 | −17 | 6  |
| 7 | Dánsko   | 7 | 1 | 0  | 1  | 5 | 13 | 23 | −10 | 4  |
| 8 | Itálie   | 7 | 0 | 1  | 0  | 6 | 6  | 31 | −25 | 2  |

- V případě rovnosti bodů rozhodovaly vzájemné zápasy.

#### Zápasy
| 4. května 2012 12:15 SELČ | Německo | 3 : 0 (1:0, 1:0, 1:0) | Itálie | Ericsson Globe, Stockholm Návštěvnost: 1 033 |  |

| Report                                                        |                                                               |             |                   |                                       |
| Dennis Endras                                                 | Dennis Endras                                                 | Brankáři    | Daniel Bellissimo | Rozhodčí: Danny Kurmann Steve Patafie |
| C. Schubert – 16:16 P. Reimer – 22:42 C. Fischer (PP) – 45:11 | C. Schubert – 16:16 P. Reimer – 22:42 C. Fischer (PP) – 45:11 | 1–0 2–0 3–0 |                   | Rozhodčí: Danny Kurmann Steve Patafie |
| 6 min                                                         | 6 min                                                         | Tresty      | 10 min            | Rozhodčí: Danny Kurmann Steve Patafie |
| 46                                                            | 46                                                            | Střely      | 22                | Rozhodčí: Danny Kurmann Steve Patafie |

| 4. května 2012 16:15 SELČ | Česko | 2 : 0 (0:0, 1:0, 1:0) | Dánsko | Ericsson Globe, Stockholm Návštěvnost: 1 610 |  |

| Report                               |                                      |          |                   |                                   |
| Jakub Kovář                          | Jakub Kovář                          | Brankáři | Frederik Andersen | Rozhodčí: Keith Kaval David Lewis |
| A. Hemský – 39:55 P. Tenkrát – 57:21 | A. Hemský – 39:55 P. Tenkrát – 57:21 | 1–0 2–0  |                   | Rozhodčí: Keith Kaval David Lewis |
| 8 min                                | 8 min                                | Tresty   | 8 min             | Rozhodčí: Keith Kaval David Lewis |
| 24                                   | 24                                   | Střely   | 26                | Rozhodčí: Keith Kaval David Lewis |

| 4. května 2012 20:15 SELČ | Švédsko | 3 : 1 (1:0, 1:1, 1:0) | Norsko | Ericsson Globe, Stockholm Návštěvnost: 7 770 |  |

| Report                                                            |                                                                   |                 |                   |                                         |
| Johan Franzen                                                     | Johan Franzen                                                     | Brankáři        | Lars Erik Spets   | Rozhodčí: Vladimír Baluška Brent Reiber |
| J. Silfverberg (PP) – 16:48 M. Krüger – 22:29 L. Eriksson – 44:18 | J. Silfverberg (PP) – 16:48 M. Krüger – 22:29 L. Eriksson – 44:18 | 1–0 1–1 2–1 3–1 | 20:20 – M. Hansen | Rozhodčí: Vladimír Baluška Brent Reiber |
| 18 min                                                            | 18 min                                                            | Tresty          | 16 min            | Rozhodčí: Vladimír Baluška Brent Reiber |
| 44                                                                | 44                                                                | Střely          | 20                | Rozhodčí: Vladimír Baluška Brent Reiber |

| 5. května 2012 16:15 SELČ | Lotyšsko | 2 : 5 (1:0, 0:2, 1:3) | Rusko | Ericsson Globe, Stockholm Návštěvnost: 5 219 |  |

| Report                                 |                                        |                             | |                                   |
| Edgars Masaļskis                       | Edgars Masaļskis                       | Brankáři                    | Semjon Varlamov                                                                                      | Rozhodčí: Keith Kaval David Lewis |
| M. Indrašis – 11:32 M. Cipulis – 55:21 | M. Indrašis – 11:32 M. Cipulis – 55:21 | 1–0 1–1 1–2 1–3 1–4 2–4 2–5 | 33:45 – J. Malkin (PP) 36:29 – J. Malkin (PP) 36:29 – J. Malkin 50:53 – A. Popov 56:53 – J. Kuzněcov | Rozhodčí: Keith Kaval David Lewis |
| 6 min                                  | 6 min                                  | Tresty                      | 8 min                                                                                                | Rozhodčí: Keith Kaval David Lewis |
| 26                                     | 26                                     | Střely                      | 40                                                                                                   | Rozhodčí: Keith Kaval David Lewis |

| 5. května 2012 20:15 SELČ | Švédsko | 4 : 1 (1:0, 1:0, 2:1) | Česko | Ericsson Globe, Stockholm Návštěvnost: 10 076 |  |

| Report                                                                             |                                                                                    |                     |                       |                                    |
| Viktor Fasth                                                                       | Viktor Fasth                                                                       | Brankáři            | Jakub Štěpánek        | Rozhodčí: Antti Boman Jari Levonen |
| J. Franzén – 02:42 N. Kronwall – 20:50 N. Persson – 50:24 N. Persson (ENG) – 58:04 | J. Franzén – 02:42 N. Kronwall – 20:50 N. Persson – 50:24 N. Persson (ENG) – 58:04 | 1–0 2–0 2–1 3–1 4–1 | 43:44 – J. Petružálek | Rozhodčí: Antti Boman Jari Levonen |
| 8 min                                                                              | 8 min                                                                              | Tresty              | 6 min                 | Rozhodčí: Antti Boman Jari Levonen |
| 20                                                                                 | 20                                                                                 | Střely              | 17                    | Rozhodčí: Antti Boman Jari Levonen |

| 6. května 2012 12:15 SELČ | Dánsko | 3 : 4 PP (0:2, 3:1, 0:0 - 0:1) | Itálie | Ericsson Globe, Stockholm Návštěvnost: 2 878 |  |

| Report                                               |                                                      |                             |                                                                                   |                                        |
| Frederik Andersen                                    | Frederik Andersen                                    | Brankáři                    | Daniel Bellissimo                                                                 | Rozhodčí: Vladimír Baluška Antti Boman |
| L. Eller – 20:14 J. Jensen – 24:42 J. Jensen – 31:53 | L. Eller – 20:14 J. Jensen – 24:42 J. Jensen – 31:53 | 0–1 0–2 1–2 2–2 3–2 3–3 3–4 | 14:12 – L. Ansoldi 14:30 – M. de Marchi 33:56 – M. de Marchi 60:52 – G. Scandella | Rozhodčí: Vladimír Baluška Antti Boman |
| 6 min                                                | 6 min                                                | Tresty                      | 8 min                                                                             | Rozhodčí: Vladimír Baluška Antti Boman |
| 35                                                   | 35                                                   | Střely                      | 24                                                                                | Rozhodčí: Vladimír Baluška Antti Boman |

| 6. května 2012 16:15 SELČ | Rusko | 4 : 2 (0:0, 3:2, 1:0) | Norsko | Ericsson Globe, Stockholm Návštěvnost: 4 438 |  |

| Report                                                                          |                                                                                 |                         |                                                                      |                                       |
| Semjon Varlamov                                                                 | Semjon Varlamov                                                                 | Brankáři                | Lars Volden                                                          | Rozhodčí: Danny Kurmann Steve Patafie |
| J. Kuzněcov – 21:21 D. Děnisov – 27:01 N. Kuljomin – 32:46 A. Pěrežogin – 40:40 | J. Kuzněcov – 21:21 D. Děnisov – 27:01 N. Kuljomin – 32:46 A. Pěrežogin – 40:40 | 1–0 2–0 2–1 3–1 3–2 4–2 | 30:34 – M. Ask 31:30 – P-Å. Skrøder (neuznaný gól) 35:52 – M. Holtet | Rozhodčí: Danny Kurmann Steve Patafie |
| 8 min                                                                           | 8 min                                                                           | Tresty                  | 10 min                                                               | Rozhodčí: Danny Kurmann Steve Patafie |
| 46                                                                              | 46                                                                              | Střely                  | 21                                                                   | Rozhodčí: Danny Kurmann Steve Patafie |

| 6. května 2012 20:15 SELČ | Německo | 2 : 3 (0:1, 2:1, 0:1) | Lotyšsko | Ericsson Globe, Stockholm Návštěvnost: 4 162 |  |

| Report                              |                                     |                     |                                                            |                                     |
| Dennis Endras                       | Dennis Endras                       | Brankáři            | Edgars Masaļskis                                           | Rozhodčí: Jari Levonen Brent Reiber |
| J. Tripp – 24:58 K. Hospelt – 32:03 | J. Tripp – 24:58 K. Hospelt – 32:03 | 0–1 0–2 1–2 2–2 2–3 | 11:09 – M. Indrašis 23:10 – M. Rēdlihs 52:15 – A. Širokovs | Rozhodčí: Jari Levonen Brent Reiber |
| 6 min                               | 6 min                               | Tresty              | 0 min                                                      | Rozhodčí: Jari Levonen Brent Reiber |
| 37                                  | 37                                  | Střely              | 27                                                         | Rozhodčí: Jari Levonen Brent Reiber |

| 7. května 2012 16:15 SELČ | Česko | 4 : 3 SN (1:1, 1:1, 1:1 - 0:0 - 1:0) | Norsko | Ericsson Globe, Stockholm Návštěvnost: 3 383 |  |

| Report                                                                              |                                                                                     |                                             |                                                                                       |                                    |
| Jakub Kovář                                                                         | Jakub Kovář                                                                         | Brankáři                                    | Lars Haugen                                                                           | Rozhodčí: David Lewis Brent Reiber |
| A. Hemský – 16:41 D. Krejčí – 37:04 M. Frolík – 47:56 A. Hemský P. Nedvěd D. Krejčí | A. Hemský – 16:41 D. Krejčí – 37:04 M. Frolík – 47:56 A. Hemský P. Nedvěd D. Krejčí | 0–1 1–1 1–2 2–2 3–2 3–3 Samostatné nájezdy: | 11:16 – M. Olimb 21:39 – L. E. Spets 50:51 – J. Holøs P-Å. Skrøder P. Thoresen M. Ask | Rozhodčí: David Lewis Brent Reiber |
| 8 min                                                                               | 8 min                                                                               | Tresty                                      | 4 min                                                                                 | Rozhodčí: David Lewis Brent Reiber |
| 31                                                                                  | 31                                                                                  | Střely                                      | 31                                                                                    | Rozhodčí: David Lewis Brent Reiber |

| 7. května 2012 20:15 SELČ | Dánsko | 4 : 6 (1:4, 1:2, 2:0) | Švédsko | Ericsson Globe, Stockholm Návštěvnost: 8 119 |  |

| Report                                                                              |                                                                                     |                                         | |                                      |
| Frederik Andersen                                                                   | Frederik Andersen                                                                   | Brankáři                                | Jhonas Enroth | Rozhodčí: Keith Kaval Steve Patarfie |
| Nichlas Hardt - 18:27 Nichlas Hardt - 38:47 Lars Eller - 40:21 Morten Green - 51:27 | Nichlas Hardt - 18:27 Nichlas Hardt - 38:47 Lars Eller - 40:21 Morten Green - 51:27 | 0-1 0-2 0-3 0-4 1-4 1-5 1-6 2-6 3-6 4-6 | 02:06 - Viktor Stalberg 06:06 - Loui Eriksson 11:05 - Loui Eriksson 11:43 - Viktor Stalberg 20:43 - Daniel Alfredsson 29:16 - Jonas Brodin | Rozhodčí: Keith Kaval Steve Patarfie |
| 10 min                                                                              | 10 min                                                                              | Tresty                                  | 12 min | Rozhodčí: Keith Kaval Steve Patarfie |
| 18                                                                                  | 18                                                                                  | Střely                                  | 42 | Rozhodčí: Keith Kaval Steve Patarfie |

| 8. května 2012 16:15 SELČ | Lotyšsko | 5 : 0 (1:0, 2:0, 2:0) | Itálie | Ericsson Globe, Stockholm Návštěvnost: 2 785 |  |

| Report | |                     |                                             |                                         |
| Edgars Masalskis | Edgars Masalskis | Brankáři            | Daniel Bellissimo Thomas Tragust (od 41:00) | Rozhodčí: Konstantin Olenin Keith Kaval |
| Ronalds Kenins - 18:24 Gints Meija - 24:16 Oskars Bartulis - 37:54 Mikus Indrasis - 40:43 Krisjanis Redlihs - 42:31 | Ronalds Kenins - 18:24 Gints Meija - 24:16 Oskars Bartulis - 37:54 Mikus Indrasis - 40:43 Krisjanis Redlihs - 42:31 | 1-0 2-0 3-0 4-0 5-0 |                                             | Rozhodčí: Konstantin Olenin Keith Kaval |
| 4 min | 4 min | Tresty              | 14 min                                      | Rozhodčí: Konstantin Olenin Keith Kaval |
| 35 | 35 | Střely              | 23                                          | Rozhodčí: Konstantin Olenin Keith Kaval |

| 8. května 2012 20:15 SELČ | Rusko | 2 : 0 (1:0, 0:0, 1:0) | Německo | Ericsson Globe, Stockholm Návštěvnost: 2 897 |  |

| Report                                           |                                                  |          |                    |                                        |
| Semjon Varlamov                                  | Semjon Varlamov                                  | Brankáři | Dimitrij Kotschnew | Rozhodčí: Vladimír Baluška Antti Boman |
| Nikolaj Žerděv - 19:51 Alexej Teresčenko - 50:35 | Nikolaj Žerděv - 19:51 Alexej Teresčenko - 50:35 | 1-0 2-0  |                    | Rozhodčí: Vladimír Baluška Antti Boman |
| 10 min                                           | 10 min                                           | Tresty   | 10 min             | Rozhodčí: Vladimír Baluška Antti Boman |
| 26                                               | 26                                               | Střely   | 30                 | Rozhodčí: Vladimír Baluška Antti Boman |

| 9. května 2012 16:15 SELČ | Norsko | 6 : 2 (2:1, 2:1, 2:0) | Itálie | Ericsson Globe, Stockholm Návštěvnost: 1 357 |  |

| Report | |                                 |                                          |                                              |
| Lars Haugen | Lars Haugen | Brankáři                        | Daniel Bellissimo                        | Rozhodčí: Vladimír Baluška Vjačeslav Bulanov |
| M. Trygg – 03:06 P. Thoresen – 16:51 M. Holtet (P-Å. Skrøder, P. Thoresen) (PP) – 24:27 A. Bastiansen – 30:35 M. Trygg (SH) – 48:11 P-Å. Skrøder (PP) – 54:49 | M. Trygg – 03:06 P. Thoresen – 16:51 M. Holtet (P-Å. Skrøder, P. Thoresen) (PP) – 24:27 A. Bastiansen – 30:35 M. Trygg (SH) – 48:11 P-Å. Skrøder (PP) – 54:49 | 1–0 1–1 2–1 3–1 4–1 4–2 5–2 6–2 | 05:11 – L. Ansoldi 32:35 – A. Egger (PP) | Rozhodčí: Vladimír Baluška Vjačeslav Bulanov |
| 24 min | 24 min | Tresty                          | 14 min                                   | Rozhodčí: Vladimír Baluška Vjačeslav Bulanov |
| 39 | 39 | Střely                          | 18                                       | Rozhodčí: Vladimír Baluška Vjačeslav Bulanov |

| 9. května 2012 20:15 SELČ | Švédsko | 5 : 2 (1:1, 2:0, 2:1) | Německo | Ericsson Globe, Stockholm Návštěvnost: 11 500 |  |

| Report                                                                                               | |                             |                                      |                                           |
| Viktor Fasth                                                                                         | Viktor Fasth                                                                                         | Brankáři                    | Dennis Endras                        | Rozhodčí: Danny Kurmann Konstantin Olenin |
| M. Krüger – 01:17 V. Stålberg – 26:38 E. Karlsson (PP) – 28:14 N. Persson – 42:30 J. Franzén – 48:32 | M. Krüger – 01:17 V. Stålberg – 26:38 E. Karlsson (PP) – 28:14 N. Persson – 42:30 J. Franzén – 48:32 | 1–0 1–1 2–1 3–1 3–2 4–2 5–2 | 19:59 – P. Gogulla 36:58 – P. Reimer | Rozhodčí: Danny Kurmann Konstantin Olenin |
| 2 min                                                                                                | 2 min                                                                                                | Tresty                      | 6 min                                | Rozhodčí: Danny Kurmann Konstantin Olenin |
| 45                                                                                                   | 45                                                                                                   | Střely                      | 17                                   | Rozhodčí: Danny Kurmann Konstantin Olenin |

| 10. května 2012 16:15 SELČ | Dánsko | 1 : 3 (1:2, 0:1, 0:0) | Rusko | Ericsson Globe, Stockholm Návštěvnost: 2 117 |  |

| Report           |                  |                 |                                                          |                                            |
| Simon Nielsen    | Simon Nielsen    | Brankáři        | Konstantin Barulin                                       | Rozhodčí: Lars Brüggemann Morgan Johansson |
| L. Eller – 04:11 | L. Eller – 04:11 | 0–1 1–1 1–2 1–3 | 02:08 – J. Medvěděv 13:35 – J. Malkin 26:32 – D. Kalinin | Rozhodčí: Lars Brüggemann Morgan Johansson |
| 6 min            | 6 min            | Tresty          | 2 min                                                    | Rozhodčí: Lars Brüggemann Morgan Johansson |
| 36               | 36               | Střely          | 52                                                       | Rozhodčí: Lars Brüggemann Morgan Johansson |

| 10. května 2012 20:15 SELČ | Česko | 3 : 1 (0:0, 1:1, 2:0) | Lotyšsko | Ericsson Globe, Stockholm Návštěvnost: 2 570 |  |

| Report                                                         |                                                                |                 |                    |                                           |
| Jakub Kovář                                                    | Jakub Kovář                                                    | Brankáři        | Edgars Masaļskis   | Rozhodčí: Vjačeslav Bulanov Danny Kurmann |
| M. Michálek – 28:58 P. Nedvěd – 50:50 T. Plekanec (PP) – 53:22 | M. Michálek – 28:58 P. Nedvěd – 50:50 T. Plekanec (PP) – 53:22 | 0–1 1–1 2–1 3–1 | 23:55 – A. Bērziņš | Rozhodčí: Vjačeslav Bulanov Danny Kurmann |
| 12 min                                                         | 12 min                                                         | Tresty          | 10 min             | Rozhodčí: Vjačeslav Bulanov Danny Kurmann |
| 34                                                             | 34                                                             | Střely          | 26                 | Rozhodčí: Vjačeslav Bulanov Danny Kurmann |

| 11. května 2012 16:15 SELČ | Itálie | 0 : 6 (0:2, 0:3, 0:1) | Česko | Ericsson Globe, Stockholm Návštěvnost: 2 753 |  |

| Report         |                |                         | |                                              |
| Thomas Tragust | Thomas Tragust | Brankáři                | Jakub Štěpánek                                                                                               | Rozhodčí: Morgan Johansson Konstantin Olenin |
|                |                | 0–1 0–2 0–3 0–4 0–5 0–6 | P. Nedvěd – 05:56 J. Novotný – 12:45 P. Čáslava - 27:15 A. Hemský - 31:45 P. Čáslava - 32:17 M. Erat - 55:29 | Rozhodčí: Morgan Johansson Konstantin Olenin |
| 12 min         | 12 min         | Tresty                  | 8 min | Rozhodčí: Morgan Johansson Konstantin Olenin |
| 20             | 20             | Střely                  | 41 | Rozhodčí: Morgan Johansson Konstantin Olenin |

| 11. května 2012 20:15 SELČ | Rusko | 7 : 3 (1:2, 2:1, 4:0) | Švédsko | Ericsson Globe, Stockholm Návštěvnost: 11 500 |  |

| Report | |                                         |                                                                             |                                   |
| Semjon Varlamov | Semjon Varlamov | Brankáři                                | Viktor Fasth                                                                | Rozhodčí: Antti Boman Keith Kaval |
| A. Popov – 10:27 J. Malkin (PP) – 36:00 A. Jemelin (PP2) – 38:27 A. Perožogin – 40:15 J. Malkin – 42:40 J. Malkin – 51:08 D. Děnisov – 59:06 | A. Popov – 10:27 J. Malkin (PP) – 36:00 A. Jemelin (PP2) – 38:27 A. Perožogin – 40:15 J. Malkin – 42:40 J. Malkin – 51:08 D. Děnisov – 59:06 | 0–1 1–1 1–2 1–3 2–3 3–3 4–3 5–3 6–3 7–3 | 05:57 – E. Karlsson (PP) 14:33 – H. Zetterberg (PP) 29:36 – J. Franzén (PP) | Rozhodčí: Antti Boman Keith Kaval |
| 37 min | 37 min | Tresty                                  | 10 min                                                                      | Rozhodčí: Antti Boman Keith Kaval |
| 36 | 36 | Střely                                  | 46                                                                          | Rozhodčí: Antti Boman Keith Kaval |

| 12. května 2012 12:15 SELČ | Norsko | 3 : 0 (1:0, 2:0, 0:0) | Lotyšsko | Ericsson Globe, Stockholm Návštěvnost: 5 332 |  |

| Report                                                    |                                                           |             |                  |                                             |
| Lars Haugen                                               | Lars Haugen                                               | Brankáři    | Edgars Masaļskis | Rozhodčí: Lars Brüggemann Konstantin Olenin |
| 12:43 – J. Holøs 25:54 – A. Martinsen 38:43 – P. Thoresen | 12:43 – J. Holøs 25:54 – A. Martinsen 38:43 – P. Thoresen | 1–0 2–0 3–0 |                  | Rozhodčí: Lars Brüggemann Konstantin Olenin |
| 8 min                                                     | 8 min                                                     | Tresty      | 22 min           | Rozhodčí: Lars Brüggemann Konstantin Olenin |
| 30                                                        | 30                                                        | Střely      | 25               | Rozhodčí: Lars Brüggemann Konstantin Olenin |

| 12. května 2012 16:15 SELČ | Německo | 2 : 1 (0:0, 1:1, 1:0) | Dánsko | Ericsson Globe, Stockholm Návštěvnost: 5 107 |  |

| Report                                   |                                          |             |                   |                                          |
| Dennis Endras                            | Dennis Endras                            | Brankáři    | Frederik Andersen | Rozhodčí: Vladimír Baluška Danny Kurmann |
| T. Greilinger – 37:10 P. Gogulla – 48:24 | T. Greilinger – 37:10 P. Gogulla – 48:24 | 0–1 1–1 2–1 | 21:35 – M. Green  | Rozhodčí: Vladimír Baluška Danny Kurmann |
| 6 min                                    | 6 min                                    | Tresty      | 2 min             | Rozhodčí: Vladimír Baluška Danny Kurmann |
| 27                                       | 27                                       | Střely      | 28                | Rozhodčí: Vladimír Baluška Danny Kurmann |

| 12. května 2012 20:15 SELČ | Itálie | 0 : 4 (0:2, 0:1, 0:1) | Švédsko | Ericsson Globe, Stockholm Návštěvnost: 8 979 |  |

| Report                           |                                  |                 |                                                                                      |                                         |
| Daniel Bellissimo Thomas Tragust | Daniel Bellissimo Thomas Tragust | Brankáři        | Viktor Fasth                                                                         | Rozhodčí: Antti Boman Vjačeslav Bulanov |
|                                  |                                  | 0–1 0–2 0–3 0–4 | 05:13 – M. Krüger 19:12 – S. Kronwall 25:45 – E. Karlsson (PP2) 41:45 – G. Landeskog | Rozhodčí: Antti Boman Vjačeslav Bulanov |
| 16 min                           | 16 min                           | Tresty          | 6 min                                                                                | Rozhodčí: Antti Boman Vjačeslav Bulanov |
| 19                               | 19                               | Střely          | 42                                                                                   | Rozhodčí: Antti Boman Vjačeslav Bulanov |

| 13. května 2012 16:15 SELČ | Rusko | 2 : 0 (1:0, 0:0, 1:0) | Česko | Ericsson Globe, Stockholm Návštěvnost: 5 341 |  |

| Report                                      |                                             |          |             |                                         |
| Konstantin Barulin                          | Konstantin Barulin                          | Brankáři | Jakub Kovář | Rozhodčí: Lars Brüggemann Danny Kurmann |
| A. Pěrožogin – 00:24 J. Malkin (PP) – 40:44 | A. Pěrožogin – 00:24 J. Malkin (PP) – 40:44 | 1–0 2–0  |             | Rozhodčí: Lars Brüggemann Danny Kurmann |
| 8 min                                       | 8 min                                       | Tresty   | 8 min       | Rozhodčí: Lars Brüggemann Danny Kurmann |
| 23                                          | 23                                          | Střely   | 30          | Rozhodčí: Lars Brüggemann Danny Kurmann |

| 13. května 2012 20:15 SELČ | Německo | 4 : 12 (0:3, 1:6, 3:3) | Norsko | Ericsson Globe, Stockholm Návštěvnost: 2 462 |  |

| Report                                                                        |                                                                               |                                                                       | |                                         |
| Dennis Endras Dimitri Kotschnew                                               | Dennis Endras Dimitri Kotschnew                                               | Brankáři                                                              | Lars Haugen | Rozhodčí: Vjačeslav Bulanov Keith Kaval |
| P. Reimer – 38:25 J. Krueger – 41:01 M. Kink – 46:27 C. Fischer (PP2) – 57:17 | P. Reimer – 38:25 J. Krueger – 41:01 M. Kink – 46:27 C. Fischer (PP2) – 57:17 | 0–1 0–2 0–3 0–4 0–5 0–6 0–7 0–8 0–9 1–9 1–10 2–10 2–11 3–11 3–12 4–12 | 00:20 – P. Thoresen 01:28 – P. Thoresen (PP) 05:07 – M. Røymark 23:16 – LE. Spets 24:12 – J. Kaunismäki 27:52 – J. Holøs (PP) 32:07 – P. Thoresen 33:24 – P-Å. Skrøder (PP) 34:07 – M. Trygg (PP) 40:44 – P-Å. Skrøder 43:15 – M. Hansen 52:05 – M. Trygg | Rozhodčí: Vjačeslav Bulanov Keith Kaval |
| 26 min                                                                        | 26 min                                                                        | Tresty                                                                | 12 min | Rozhodčí: Vjačeslav Bulanov Keith Kaval |
| 29                                                                            | 29                                                                            | Střely                                                                | 32 | Rozhodčí: Vjačeslav Bulanov Keith Kaval |

| 14. května 2012 16:15 SELČ | Lotyšsko | 0 : 2 (0:0, 0:2, 0:0) | Dánsko | Ericsson Globe, Stockholm Návštěvnost: 2 197 |  |

| Report                        |                               |          |                                    |                                             |
| Edgars Masalskis Maris Jucers | Edgars Masalskis Maris Jucers | Brankáři | Frederik Andersen                  | Rozhodčí: Lars Brüggemann Vjačeslav Bulanov |
|                               |                               | 0-1 0-2  | 24:48 – M. Green 35:23 – M. Madsen | Rozhodčí: Lars Brüggemann Vjačeslav Bulanov |
| 10 min                        | 10 min                        | Tresty   | 22 min                             | Rozhodčí: Lars Brüggemann Vjačeslav Bulanov |
| 35                            | 35                            | Střely   | 28                                 | Rozhodčí: Lars Brüggemann Vjačeslav Bulanov |

| 14. května 2012 20:15 SELČ | Itálie | 0 : 4 (0:1, 0:2, 0:1) | Rusko | Ericsson Globe, Stockholm Návštěvnost: 2 336 |  |

| Report         |                |                 |                                                                         |                                             |
| Thomas Tragust | Thomas Tragust | Brankáři        | Semjon Varlamov Michail Birjukov                                        | Rozhodčí: Vladimír Baluška Morgan Johansson |
|                |                | 0–1 0–2 0–3 0–4 | 10:35 – P. Dacjuk 24:28 – J. Kuzněcov 28:07 – A. Popov 53:38 – A. Popov | Rozhodčí: Vladimír Baluška Morgan Johansson |
| 4 min          | 4 min          | Tresty          | 2 min                                                                   | Rozhodčí: Vladimír Baluška Morgan Johansson |
| 29             | 29             | Střely          | 40                                                                      | Rozhodčí: Vladimír Baluška Morgan Johansson |

| 15. května 2012 12:15 SELČ | Norsko | 6 : 2 (0:0, 5:0, 1:2) | Dánsko | Ericsson Globe, Stockholm Návštěvnost: 2 054 |  |

| Report | |                                 |                                      |                                          |
| Lars Haugen | Lars Haugen | Brankáři                        | Frederik Andersen                    | Rozhodčí: Morgan Johansson Danny Kurmann |
| LE. Spets (EA) – 26:12 M. Ask – 27:29 P-Å. Skrøder – 35:35 J. Holøs (PP) – 37:53 P. Thoresen (PP) – 39:39 M. Trygg – 55:39 | LE. Spets (EA) – 26:12 M. Ask – 27:29 P-Å. Skrøder – 35:35 J. Holøs (PP) – 37:53 P. Thoresen (PP) – 39:39 M. Trygg – 55:39 | 1–0 2–0 3–0 4–0 5–0 5–1 5–2 6–2 | 43:03 – M. Madsen 47:50 – M. Poulsen | Rozhodčí: Morgan Johansson Danny Kurmann |
| 22 min | 22 min | Tresty                          | 45 min                               | Rozhodčí: Morgan Johansson Danny Kurmann |
| 27 | 27 | Střely                          | 28                                   | Rozhodčí: Morgan Johansson Danny Kurmann |

| 15. května 2012 16:15 SELČ | Česko | 8 : 1 (3:1, 3:0, 2:0) | Německo | Ericsson Globe, Stockholm Návštěvnost: 2 144 |  |

| Report | |                                     |                            |                                               |
| Jakub Štěpánek Petr Mrázek | Jakub Štěpánek Petr Mrázek | Brankáři                            | Dennis Endras              | Rozhodčí: Vjačeslav Bulanov Konstantin Olenin |
| A. Hemský – 01:58 L. Krajíček – 10:34 M. Erat (PP) – 16:05 P. Koukal (PP) – 25:01 D. Krejčí (SH) – 29:55 J. Novotný – 34:22 P. Koukal (PP) – 44:34 M. Blaťák (PP) – 46:42 | A. Hemský – 01:58 L. Krajíček – 10:34 M. Erat (PP) – 16:05 P. Koukal (PP) – 25:01 D. Krejčí (SH) – 29:55 J. Novotný – 34:22 P. Koukal (PP) – 44:34 M. Blaťák (PP) – 46:42 | 1–0 1–1 2–1 3–1 4–1 5–1 6–1 7–1 8–1 | 07:36 – T. Greilinger (PP) | Rozhodčí: Vjačeslav Bulanov Konstantin Olenin |
| 4 min | 4 min | Tresty                              | 14 min                     | Rozhodčí: Vjačeslav Bulanov Konstantin Olenin |
| 39 | 39 | Střely                              | 18                         | Rozhodčí: Vjačeslav Bulanov Konstantin Olenin |

| 15. května 2012 20:15 SELČ | Švédsko | 4 : 0 (2:0, 1:0, 1:0) | Lotyšsko | Ericsson Globe, Stockholm Návštěvnost: 9 358 |  |

| Report                                                                                             | |                 |              |                                            |
| Viktor Fasth                                                                                       | Viktor Fasth                                                                                       | Brankáři        | Māris Jučers | Rozhodčí: Vladimír Baluška Lars Brüggemann |
| L. Eriksson – 04:39 J. Silfverberg (PP) – 14:40 H. Zetterberg (PP) – 33:45 J. Franzén (PP) – 52:18 | L. Eriksson – 04:39 J. Silfverberg (PP) – 14:40 H. Zetterberg (PP) – 33:45 J. Franzén (PP) – 52:18 | 1–0 2–0 3–0 4–0 |              | Rozhodčí: Vladimír Baluška Lars Brüggemann |
| 6 min                                                                                              | 6 min                                                                                              | Tresty          | 33 min       | Rozhodčí: Vladimír Baluška Lars Brüggemann |
| 44                                                                                                 | 44                                                                                                 | Střely          | 22           | Rozhodčí: Vladimír Baluška Lars Brüggemann |

## Play-off

### Pavouk
|  | Čtvrtfinále 1 |               |               |  |      |              |              |              |  |               |               |               |   |
|  | A1            | Kanada        | 3             |  |      |              |              |              |  |               |               |               |   |
|  | A4            | Slovensko     | 4             |  |      | Semifinále 1 | Semifinále 1 | Semifinále 1 |  |               |               |               |   |
|  |               |               |               |  |      | ČTF1         | Slovensko    | 3            |  |               |               |               |   |
|  | Čtvrtfinále 2 | Čtvrtfinále 2 | Čtvrtfinále 2 |  | ČTF2 | Česko        | 1            |              |  |               |               |               |   |
|  | B2            | Švédsko       | 3             |  |      |              |              |              |  |               |               |               |   |
|  | B3            | Česko         | 4             |  |      |              |              |              |  | Finále        | Finále        | Finále        |   |
|  |               |               |               |  |      |              |              |              |  |               | VSF1          | Slovensko     | 2 |
|  | Čtvrtfinále 3 | Čtvrtfinále 3 | Čtvrtfinále 3 |  |      |              |              |              |  |               | VSF2          | Rusko         | 6 |
|  | B1            | Rusko         | 5             |  |      |              |              |              |  |               |               |               |   |
|  | B4            | Norsko        | 2             |  |      | Semifinále 2 | Semifinále 2 | Semifinále 2 |  | Zápas o bronz | Zápas o bronz | Zápas o bronz |   |
|  |               |               |               |  |      | ČTF3         | Rusko        | 6            |  | PSF1          | Česko         | 3             |   |
|  | Čtvrtfinále 4 | Čtvrtfinále 4 | Čtvrtfinále 4 |  | ČTF4 | Finsko       | 2            |              |  | PSF2          | Finsko        | 2             |   |
|  | A2            | USA           | 2             |  |      |              |              |              |  |               |               |               |   |
|  | A3            | Finsko        | 3             |  |      |              |              |              |  |               |               |               |   |

### Čtvrtfinále
| 17. května 2012 12:00 SELČ | Kanada | 3 : 4 (1:2, 2:0, 0:2) | Slovensko | Hartwall Arena, Helsinky Návštěvnost: 11 568 |  |

| Report                                                     |                                                            |                             |                                                                                 |                                        |
| Cam Ward                                                   | Cam Ward                                                   | Brankáři                    | Ján Laco                                                                        | Rozhodčí: Martin Fraňo Antonín Jeřábek |
| E. Kane – 16:14 J. Skinner (PP) - 26:30 A. Burrows - 37:43 | E. Kane – 16:14 J. Skinner (PP) - 26:30 A. Burrows - 37:43 | 0–1 0–2 1–2 2–2 3–2 3–3 3–4 | 05:57 – T. Kopecký 09:14 – M. Šatan 53:25 – M. Bartovič 57:32 – M. Handzuš (PP) | Rozhodčí: Martin Fraňo Antonín Jeřábek |
| 31 min                                                     | 31 min                                                     | Tresty                      | 6 min                                                                           | Rozhodčí: Martin Fraňo Antonín Jeřábek |
| 36                                                         | 36                                                         | Střely                      | 28                                                                              | Rozhodčí: Martin Fraňo Antonín Jeřábek |

| 17. května 2012 14:45 SELČ | Rusko | 5 : 2 (2:1, 0:1, 3:0) | Norsko | Ericsson Globe, Stockholm Návštěvnost: 7 519 |  |

| Report                                                                                           |                                                                                                  |                             |                                               |                                         |
| Semjon Varlamov                                                                                  | Semjon Varlamov                                                                                  | Brankáři                    | Lars Haugen                                   | Rozhodčí: Lars Brüggemann Danny Kurmann |
| A. Ovečkin - 11:33 A. Popov - 14:09 A. Jemelin - 40:55 N. Žerděv - 50:43 I. Nikulin (PP) - 54:52 | A. Ovečkin - 11:33 A. Popov - 14:09 A. Jemelin - 40:55 N. Žerděv - 50:43 I. Nikulin (PP) - 54:52 | 1–0 1–1 2–1 2–2 3–2 4–2 5–2 | 07:26 - P-Å. Skrøder 20:28 - P. Thoresen (PP) | Rozhodčí: Lars Brüggemann Danny Kurmann |
| 2 min                                                                                            | 2 min                                                                                            | Tresty                      | 8 min                                         | Rozhodčí: Lars Brüggemann Danny Kurmann |
| 45                                                                                               | 45                                                                                               | Střely                      | 21                                            | Rozhodčí: Lars Brüggemann Danny Kurmann |

| 17. května 2012 17:30 SELČ | USA | 2 : 3 (0:0, 1:1, 1:2) | Finsko | Hartwall Arena, Helsinky Návštěvnost: 12 426 |  |

| Report                              |                                     |                     |                                                        |                                               |
| Jimmy Howard                        | Jimmy Howard                        | Brankáři            | Petri Vehanen                                          | Rozhodčí: Vjačeslav Bulanov Konstantin Olenin |
| K. Palmieri – 33:48 B. Ryan – 41:49 | K. Palmieri – 33:48 B. Ryan – 41:49 | 0–1 1–1 2–1 2–2 2–3 | 33:27 – J. Joensuu 53:02 – M. Koivu 59:51 – J. Joensuu | Rozhodčí: Vjačeslav Bulanov Konstantin Olenin |
| 2 min                               | 2 min                               | Tresty              | 0 min                                                  | Rozhodčí: Vjačeslav Bulanov Konstantin Olenin |
| 26                                  | 26                                  | Střely              | 31                                                     | Rozhodčí: Vjačeslav Bulanov Konstantin Olenin |

| 17. května 2012 20:15 SELČ | Švédsko | 3 : 4 (1:2, 1:1, 1:1) | Česko | Ericsson Globe, Stockholm Návštěvnost: 10 397 |  |

| Report                                                        |                                                               |                             |                                                                               |                                     |
| Viktor Fasth                                                  | Viktor Fasth                                                  | Brankáři                    | Jakub Kovář                                                                   | Rozhodčí: Jari Levonen Brent Reiber |
| L. Eriksson – 07:10 H. Zetterberg – 39:15 J. Ericsson – 40:45 | L. Eriksson – 07:10 H. Zetterberg – 39:15 J. Ericsson – 40:45 | 1–0 1–1 1-2 1-3 2-3 3-3 3-4 | 11:50 – P. Nedvěd 16:56 – J. Novotný 30:27 – M. Erat (PP) 59:31 – M. Michálek | Rozhodčí: Jari Levonen Brent Reiber |
| 6 min                                                         | 6 min                                                         | Tresty                      | 2 min                                                                         | Rozhodčí: Jari Levonen Brent Reiber |
| 39                                                            | 39                                                            | Střely                      | 32                                                                            | Rozhodčí: Jari Levonen Brent Reiber |

### Semifinále
| 19. května 2012 13:30 SELČ | Rusko | 6 : 2 (2:1, 2:0, 2:1) | Finsko | Hartwall Arena, Helsinky Návštěvnost: 13 239 |  |

| Report | |                                 |                                        |                                        |
| Semjon Varlamov | Semjon Varlamov | Brankáři                        | Petri Vehanen                          | Rozhodčí: Antonín Jeřábek Brent Reiber |
| J. Malkin – 15:33 J. Malkin (PP) – 19:06 A. Ovečkin – 29:47 J. Malkin (PP) – 37:46 D. Kokarev – 41:05 S. Širokov (PP) – 48:41 | J. Malkin – 15:33 J. Malkin (PP) – 19:06 A. Ovečkin – 29:47 J. Malkin (PP) – 37:46 D. Kokarev – 41:05 S. Širokov (PP) – 48:41 | 0–1 1–1 2–1 3–1 4–1 5–1 6–1 6–2 | 07:28 – J. Niskala 56:04 – M. Granlund | Rozhodčí: Antonín Jeřábek Brent Reiber |
| 4 min | 4 min | Tresty                          | 8 min                                  | Rozhodčí: Antonín Jeřábek Brent Reiber |
| 23 | 23 | Střely                          | 31                                     | Rozhodčí: Antonín Jeřábek Brent Reiber |

| 19. května 2012 17:30 SELČ | Česko | 1 : 3 (0:1, 1:0, 0:2) | Slovensko | Hartwall Arena, Helsinky Návštěvnost: 12 355 |  |

| Report                     |                            |                 |                                                           |                                        |
| Jakub Kovář Jakub Štěpánek | Jakub Kovář Jakub Štěpánek | Brankáři        | Ján Laco                                                  | Rozhodčí: Lars Brüggemann Jari Levonen |
| M. Frolík – 30:45          | M. Frolík – 30:45          | 0–1 1–1 1–2 1–3 | 15:52 – M. Šatan 40:56 – M. Šatan (SH) 44:23 – L. Hudáček | Rozhodčí: Lars Brüggemann Jari Levonen |
| 0 min                      | 0 min                      | Tresty          | 6 min                                                     | Rozhodčí: Lars Brüggemann Jari Levonen |
| 37                         | 37                         | Střely          | 28                                                        | Rozhodčí: Lars Brüggemann Jari Levonen |

### Zápas o 3. místo
| 20. května 2012 15:00 SELČ | Finsko | 2 : 3 (1:3, 0:0, 1:0) | Česko | Hartwall Arena, Helsinky Návštěvnost: 12 879 |  |

| Report                                     |                                            |                     |                                                             |                                           |
| Petri Vehanen                              | Petri Vehanen                              | Brankáři            | Jakub Štěpánek                                              | Rozhodčí: Vjačeslav Bulanov Danny Kurmann |
| M. Pyörälä – 16:53 J. Jokinen (PP) – 49:01 | M. Pyörälä – 16:53 J. Jokinen (PP) – 49:01 | 0-1 1-1 1-2 1-3 2-3 | 12:17 – P. Průcha (PP) 17:22 – J. Novotný 19:07 – D. Krejčí | Rozhodčí: Vjačeslav Bulanov Danny Kurmann |
| 8 min                                      | 8 min                                      | Tresty              | 12 min                                                      | Rozhodčí: Vjačeslav Bulanov Danny Kurmann |
| 36                                         | 36                                         | Střely              | 28                                                          | Rozhodčí: Vjačeslav Bulanov Danny Kurmann |

### Finále
| 20. května 2012 19:30 SELČ | Rusko | 6 : 2 (1:1, 3:0, 2:1) | Slovensko | Hartwall Arena, Helsinky Návštěvnost: 13 242 |  |

| Report | |                                 |                                        |                                        |
| Semjon Varlamov | Semjon Varlamov | Brankáři                        | Ján Laco Peter Hamerlík                | Rozhodčí: Antonín Jeřábek Brent Reiber |
| A. Sjomin – 09:57 A. Perožogin – 26:10 A. Těreščenko – 33:31 A. Sjomin – 35:22 P. Dacjuk – 43:55 J. Malkin – 58:02 | A. Sjomin – 09:57 A. Perožogin – 26:10 A. Těreščenko – 33:31 A. Sjomin – 35:22 P. Dacjuk – 43:55 J. Malkin – 58:02 | 0–1 1–1 2–1 3–1 4–1 5–1 5–2 6–2 | 01:06 – Z. Chára 49:37 – Z. Chára (PP) | Rozhodčí: Antonín Jeřábek Brent Reiber |
| 2 min | 2 min | Tresty                          | 4 min                                  | Rozhodčí: Antonín Jeřábek Brent Reiber |
| 42 | 42 | Střely                          | 31                                     | Rozhodčí: Antonín Jeřábek Brent Reiber |

## Konečné pořadí
| Poř.             | Tým        | Z  | V  | VP | PP | P | GV | GI | +/- | B  | Soupiska |
| ---------------- | ---------- | -- | -- | -- | -- | - | -- | -- | --- | -- | -------- |
| Zlatá medaile    | Rusko      | 10 | 10 | 0  | 0  | 0 | 44 | 14 | +30 | 30 | Soupiska |
| Stříbrná medaile | Slovensko  | 10 | 7  | 0  | 0  | 3 | 30 | 23 | +7  | 21 | Soupiska |
| Bronzová medaile | Česko      | 10 | 6  | 1  | 0  | 3 | 32 | 19 | +13 | 20 | Soupiska |
| 4.               | Finsko     | 10 | 6  | 0  | 0  | 4 | 28 | 25 | +3  | 18 | Soupiska |
| 5.               | Kanada     | 8  | 6  | 0  | 1  | 1 | 38 | 19 | +19 | 19 | Soupiska |
| 6.               | Švédsko    | 8  | 6  | 0  | 0  | 2 | 32 | 19 | +13 | 18 | Soupiska |
| 7.               | USA        | 8  | 4  | 2  | 0  | 2 | 34 | 20 | +14 | 16 | Soupiska |
| 8.               | Norsko     | 8  | 4  | 0  | 1  | 3 | 35 | 24 | +11 | 13 | Soupiska |
| 9.               | Francie    | 7  | 3  | 0  | 0  | 4 | 21 | 32 | -11 | 9  | Soupiska |
| 10.              | Lotyšsko   | 7  | 2  | 0  | 0  | 5 | 11 | 19 | -8  | 6  | Soupiska |
| 11.              | Švýcarsko  | 7  | 2  | 0  | 0  | 5 | 16 | 21 | -5  | 6  | Soupiska |
| 12.              | Německo    | 7  | 2  | 0  | 0  | 5 | 14 | 31 | -17 | 6  | Soupiska |
| 13.              | Dánsko     | 7  | 1  | 0  | 1  | 5 | 13 | 23 | -10 | 4  | Soupiska |
| 14.              | Bělorusko  | 7  | 1  | 0  | 0  | 6 | 11 | 23 | -12 | 3  | Soupiska |
| 15.              | Itálie     | 7  | 0  | 1  | 0  | 6 | 6  | 31 | -25 | 2  | Soupiska |
| 16.              | Kazachstán | 7  | 0  | 0  | 1  | 6 | 11 | 33 | -22 | 1  | Soupiska |

| Sestupují do 1. divize pro rok 2013:                   | Itálie a Kazachstán  |
| Postupují z 1. divize do turnaje MS Elit pro rok 2013: | Slovinsko a Rakousko |

## Statistiky a hodnocení hráčů

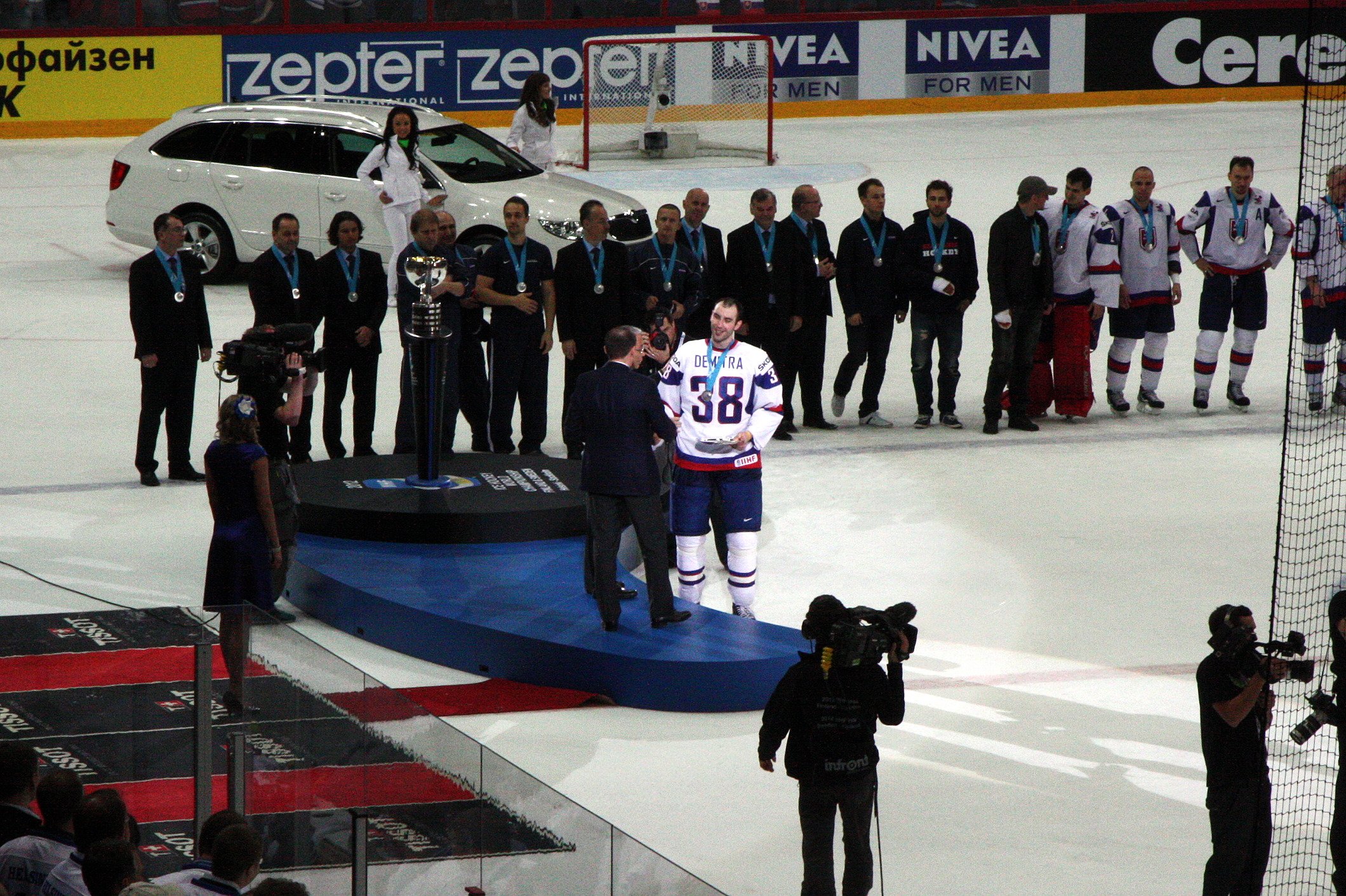
Nejlepší obránce MS 2012 Zdeno Chára.

### Nejlepší hráči podle direktoriátu IIHF
| Pozice  | Hráč            |
| ------- | --------------- |
| Brankář | Ján Laco        |
| Obránce | Zdeno Chára     |
| Útočník | Jevgenij Malkin |

### All Stars
| Pozice          | Hráč              |
| --------------- | ----------------- |
| Brankář         | Ján Laco          |
| Levý obránce    | Zdeno Chára       |
| Pravý obránce   | Ilja Nikulin      |
| Levé křídlo     | Jevgenij Malkin   |
| Střední útočník | Patrick Thoresen  |
| Pravé křídlo    | Henrik Zetterberg |

### Kanadské bodování
Toto je pořadí hráčů podle dosažených bodů, za jeden vstřelený gól nebo přihrávku na gól hráč získává jeden bod.
| Hráč              | Záp. | G  | A  | Body | +/− | PTM | POZ. |
| ----------------- | ---- | -- | -- | ---- | --- | --- | ---- |
| Jevgenij Malkin   | 10   | 11 | 8  | 19   | +16 | 4   | F    |
| Patrick Thoresen  | 8    | 7  | 11 | 18   | +6  | 4   | F    |
| Henrik Zetterberg | 8    | 3  | 12 | 15   | +6  | 4   | F    |
| Loui Eriksson     | 8    | 5  | 8  | 13   | +7  | 2   | F    |
| Per-Åge Skrøder   | 8    | 5  | 7  | 12   | +7  | 2   | F    |
| Alexandr Popov    | 10   | 4  | 8  | 12   | +15 | 2   | F    |
| Max Pacioretty    | 8    | 2  | 10 | 12   | +5  | 4   | F    |
| Mikko Koivu       | 10   | 3  | 8  | 11   | 0   | 4   | F    |
| Duncan Keith      | 8    | 1  | 10 | 11   | +7  | 0   | D    |
| Valtteri Filppula | 10   | 4  | 6  | 10   | +1  | 6   | F    |

### Hodnocení brankářů
Pořadí nejlepších pěti brankářů na mistrovství podle úspěšnosti zásahů v procentech, brankář musí mít odehráno minimálně 40 % hrací doby za svůj tým.
| Hráč            | Čas    | SNB | OG | PGZ  | Úsp%  | Prod. |
| --------------- | ------ | --- | -- | ---- | ----- | ----- |
| Semjon Varlamov | 440:00 | 214 | 13 | 1.77 | 93.93 | 1     |
| Jakub Štěpánek  | 242:07 | 98  | 6  | 1.49 | 93.88 | 1     |
| Jakub Kovář     | 351:14 | 166 | 12 | 2.05 | 92.77 | 1     |
| Ján Laco        | 524:10 | 250 | 19 | 2.17 | 92.40 | 1     |
| Vitalij Koval   | 266:26 | 163 | 13 | 2.93 | 92.02 | 0     |

Čas = Čas na ledě (minuty:sekundy); SNB = Střely na branku; OG = Obdržené góly; PGZ = Průměr gólů na zápas; Úsp% = Procento úspěšných zásahů; Prod. = Prodloužení

## Kvalifikace na ZOH 2014
Mezinárodní hokejová federace (IIHF) stanovila, že žebříček IIHF vydaný po konci MS 2012 je rozhodující pro nasazení jednotlivých zemí do olympijského turnaje 2014, resp. do jeho kvalifikačních turnajů. V tomto žebříčku mají nejvyšší váhu nejnovější výsledky na MS a ZOH. Celkové umístění v tomto ročníku MS bylo proto velice důležité.
Olympijského turnaje na ZOH 2014 se zúčastní celkem 12 týmů. Z toho 9 (Finsko, Švédsko, Rusko, Česko, Kanada, USA, Norsko, Slovensko a Švýcarsko) se podle žebříčku IIHF 2012 na olympijský turnaj tzv. předkvalifikovalo přímo. O zbylá 3 místa budou sehrány 3 skupiny kvalifikačních turnajů od 7. do 10. února 2013 v Německu, Lotyšsku a Dánsku (právo hostit doma olympijský kvalifikační turnaj získaly tyto země umístěním na 10. až 12. místě).
Konečné pořadí nasazených do základních skupin olympijského turnaje v Soči 2014 je uvedeno níže. Do čtvrtfinálových soubojů ZOH 2014 postoupí přímo vítězové skupin a nejlepší tým ze 2. místa, ostatní týmy se seřadí podle získaných bodů a systémem 5. s 12., 6. s 11. atd. sehrají osmifinále, ze kterého vítězové postoupí do čtvrtfinále.
Rozdělení skupin pro zimní olympijské hry 2014:
- Skupina A:  Rusko (1.),  Slovensko (6.),  USA (7.),  Slovinsko (18.)
- Skupina B:  Finsko (2.),  Kanada (5.),  Norsko (8.),  Rakousko (15.)
- Skupina C:  Česko (3.),  Švédsko (4.),  Švýcarsko (9.),  Lotyšsko (11.)